# Guardarropa (habitación)

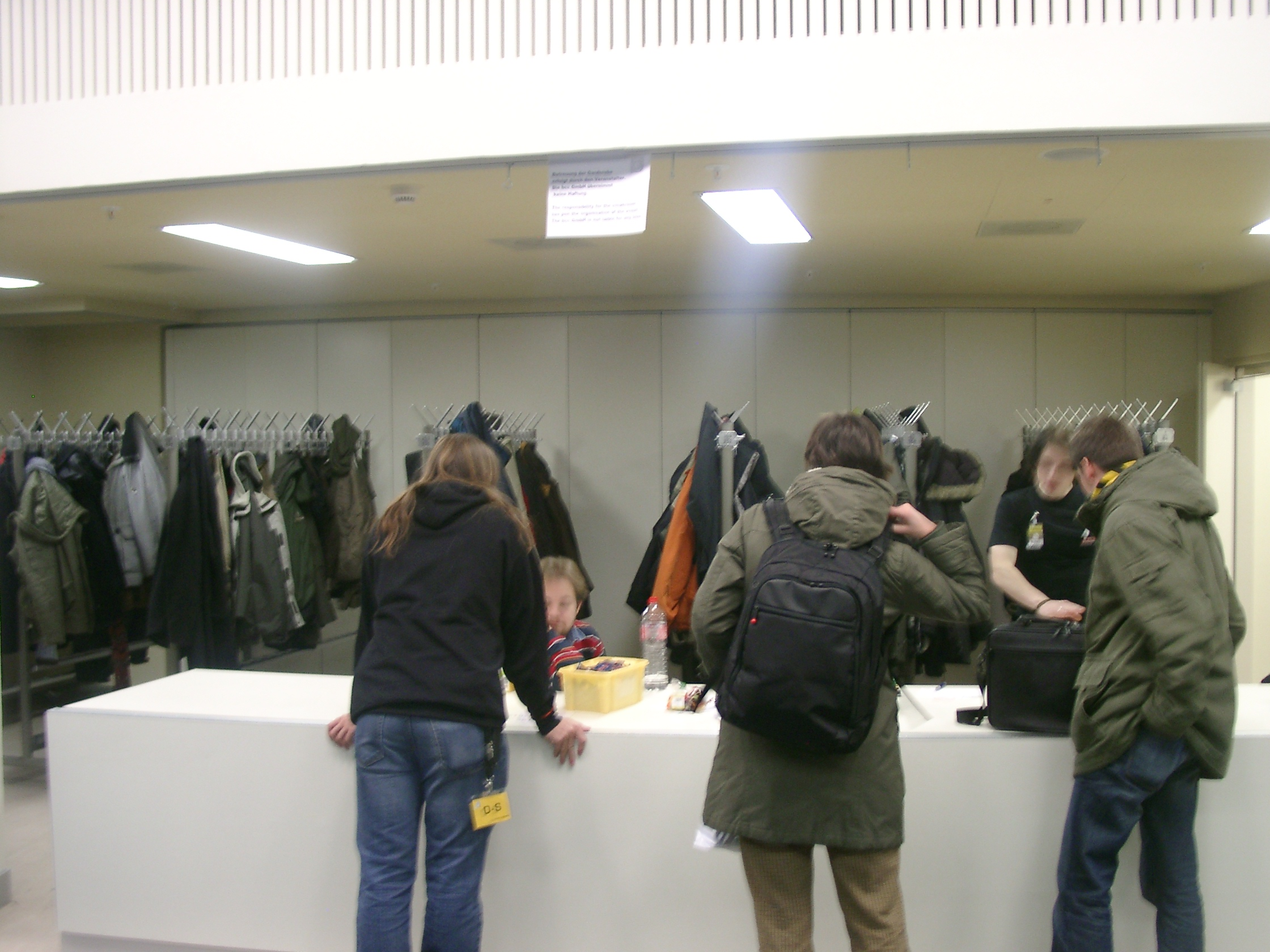
Guardarropa

Un guardarropa es un cuarto utilizado para que la gente cuelgue sus prendas de abrigo y otros complementos. Situado habitualmente dentro de un edificio grande, tal como un gimnasio o sala de reuniones, es largo y estrecho con un montón de perchas en las cuales colgar los abrigos, paraguas, sombreros, etc.
El guardarropa sirve para librar a las personas de prendas que les son inútiles en el interior de un edificio bien acondicionado. De este modo, se consigue disponer de más espacios comunes en la sala que de otro modo estarían ocupados por dichas prendas. 
Los guardarropas atendidos son cuartos provistos de personal en donde los abrigos y los bolsos se pueden almacenar con seguridad. Típicamente, se da al cliente un resguardo que corresponde a un ticket que se une a la ropa o al artículo. Generalmente, se carga al cliente con un precio fijo o, si no, el cliente paga generalmente una propina cuando reclaman su artículo.
Un guardarropas dentro cualquier recinto con excepción de una residencia privada se puede asumir con seguridad que es un lugar en el que se guardan los abrigos y otras pertenencias y el término todavía se utiliza comúnmente en hoteles, estaciones, discotecas, museos y la mayoría de los lugares públicos en su sentido tradicional.

## Curiosidades
- El guardarropa del Senado de los Estados Unidos es uno de los lugares favoritos para ocultarse los senadores.[1]